# Steinberg (Spessart)
Der Steinberg, auch Rappacher Höhe (lokal: „Raawicher Höh“) genannt, ist ein 323 m ü. NHN hoher, unbewaldeter Berg im Vorspessart bei Mömbris im bayerischen Landkreis Aschaffenburg in Deutschland.

## Beschreibung

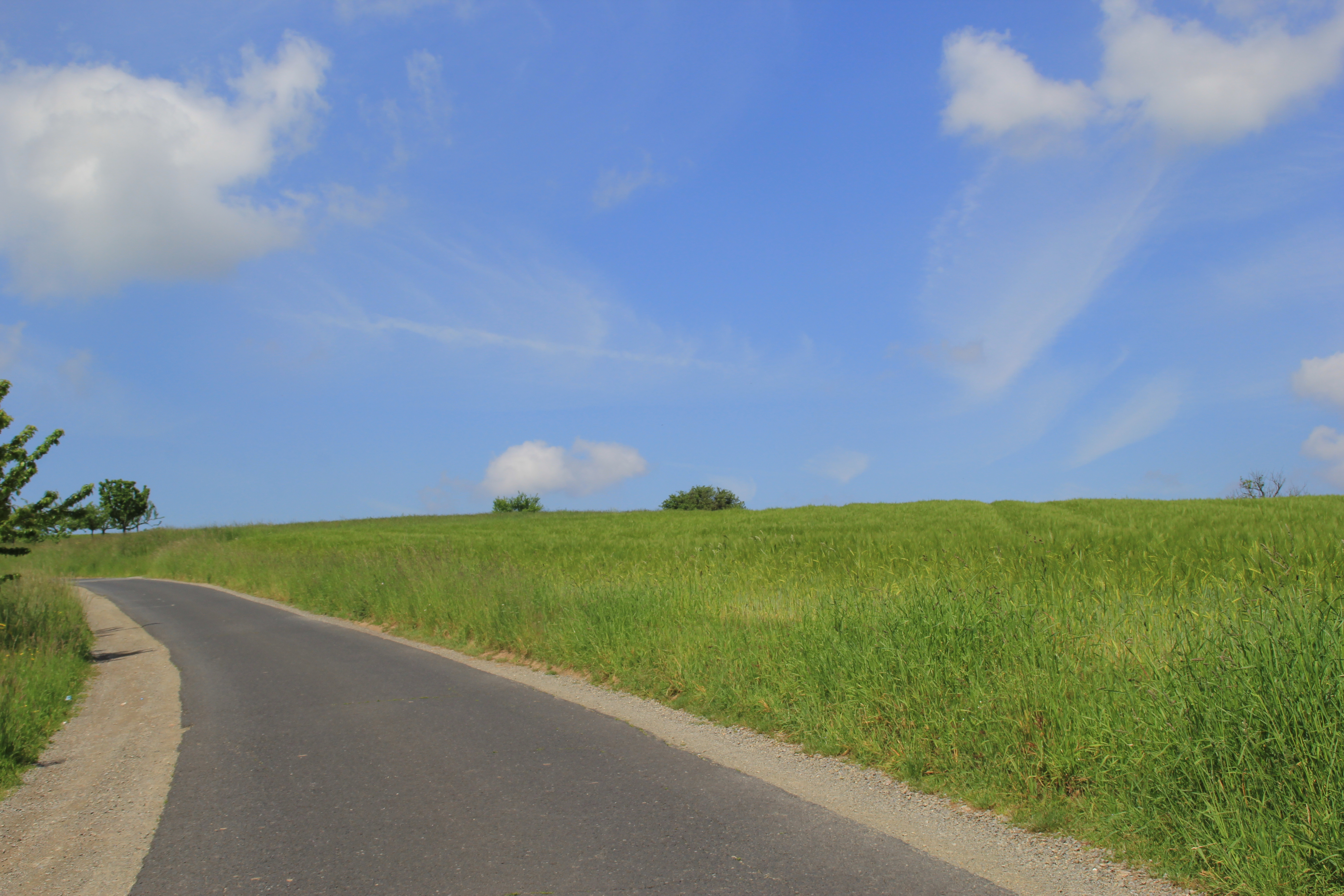
Gipfelbereich des Steinberges

Der Steinberg liegt im mittleren Kahlgrund, vollständig auf dem Gemeindegebiet des Marktes Mömbris, umgeben von den Ortsteilen Rappach, Mömbris, Heimbach, Rothengrund und Gunzenbach. Durch das Fehlen von Bewaldung ist dort ein weiter Rundumblick möglich. Im Nordwesten bei Molkenberg geht der Steinberg flach zur Kleinen Mark über. Der Nordosthang trägt den Namen Gickelstanz (lokal: „Giggelsdons“). Dort entspringt der Bach Forstgraben. Im Südosten liegt an den Schafberg genannten Hängen der Heimbacherhof. Oberhalb von Rothengrund steht am Steinberg die Kapelle Maria Patrona Bavariae. Über den Berg verläuft ein asphaltierter Ortsverbindungsweg (Degen-Weg).